# Углохвостый спинорог
Углохвостый спинорог, или заплаточный ринекант (лат. Rhinecanthus rectangulus; гав. humuhumunukunukuāpuaʻa) — вид морских лучепёрых рыб из семейства спинороговых отряда иглобрюхообразных. Официальная рыба штата Гавайи в США.

## Описание
Общая длина тела до 30 см. В обоих спинных плавниках 3 колючих и 22—25 мягких лучей, в анальном 20—22 мягких, жёстких нет. Окраска спины оранжево-коричневая, на боках ближе к хвосту по две узкие зигзагообразные жёлтые полосы, отделяющие спину от чёрного хвостового стебля, голова и брюхо белые, от глаз и грудных плавников к анальному плавнику проходит широкая чёрная полоса.

## Ареал и места обитания
Обитает в тропических водах Индийского и Тихого океанов от Красного моря и Южной Африки на восток через Малайский архипелаг до Маркизских остров, на север до Южной Японии и на юг до острова Лорд-Хау. Населяет мелководья внешних склонов коралловых рифов, где встречается среди скал и кораллов на глубине от 10 до 20 м.

## Образ жизни и питание
Территориальный вид. Питается водорослями, детритом, моллюсками, ракообразными, червями, иглокожими, губками, фораминиферами, мелкими рыбами, икрой.

## Фото

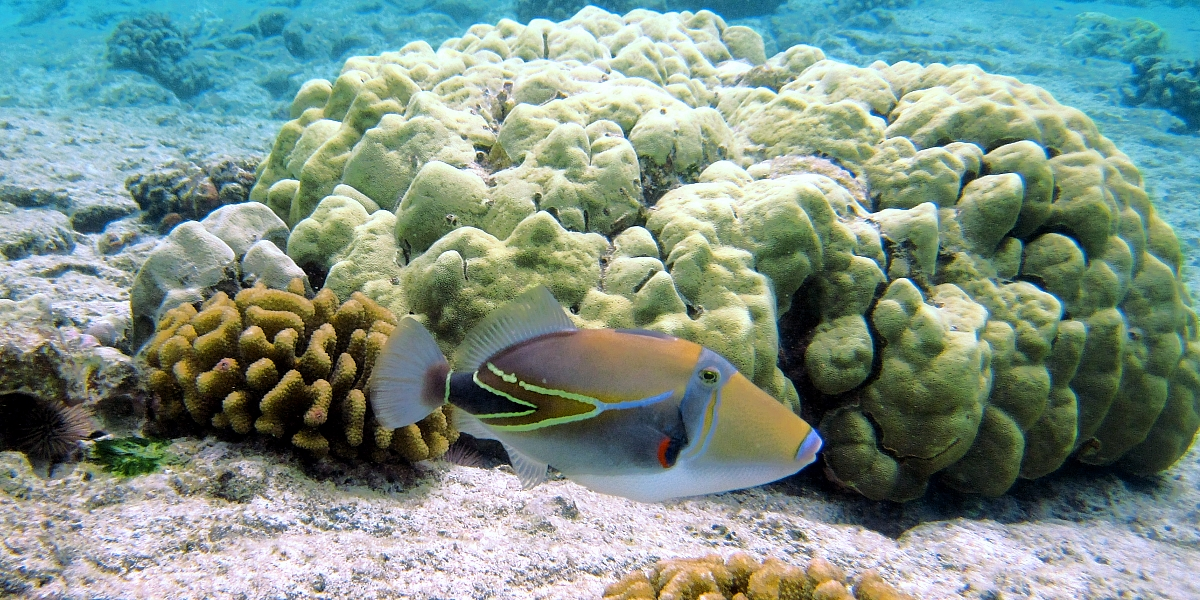
Официальная рыба Гавайев
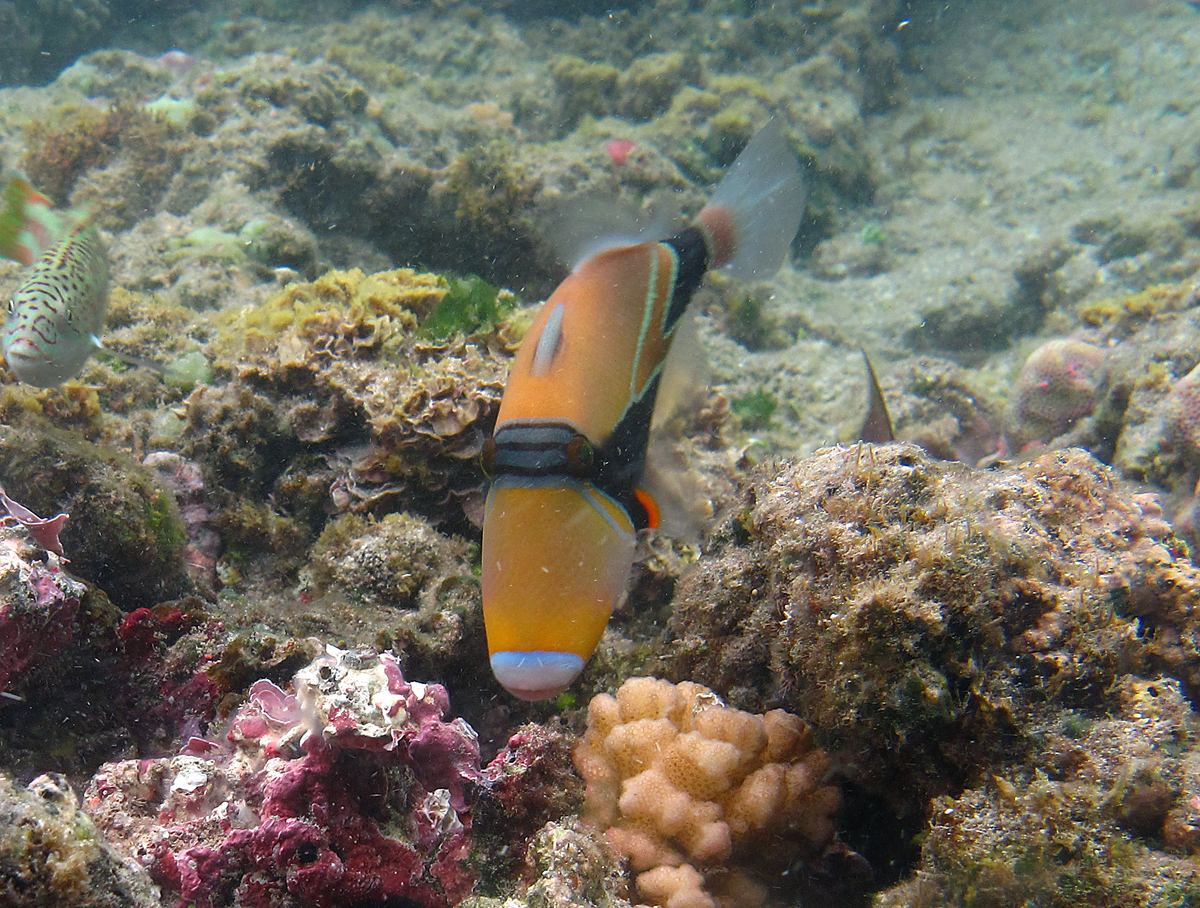
Вид спереди
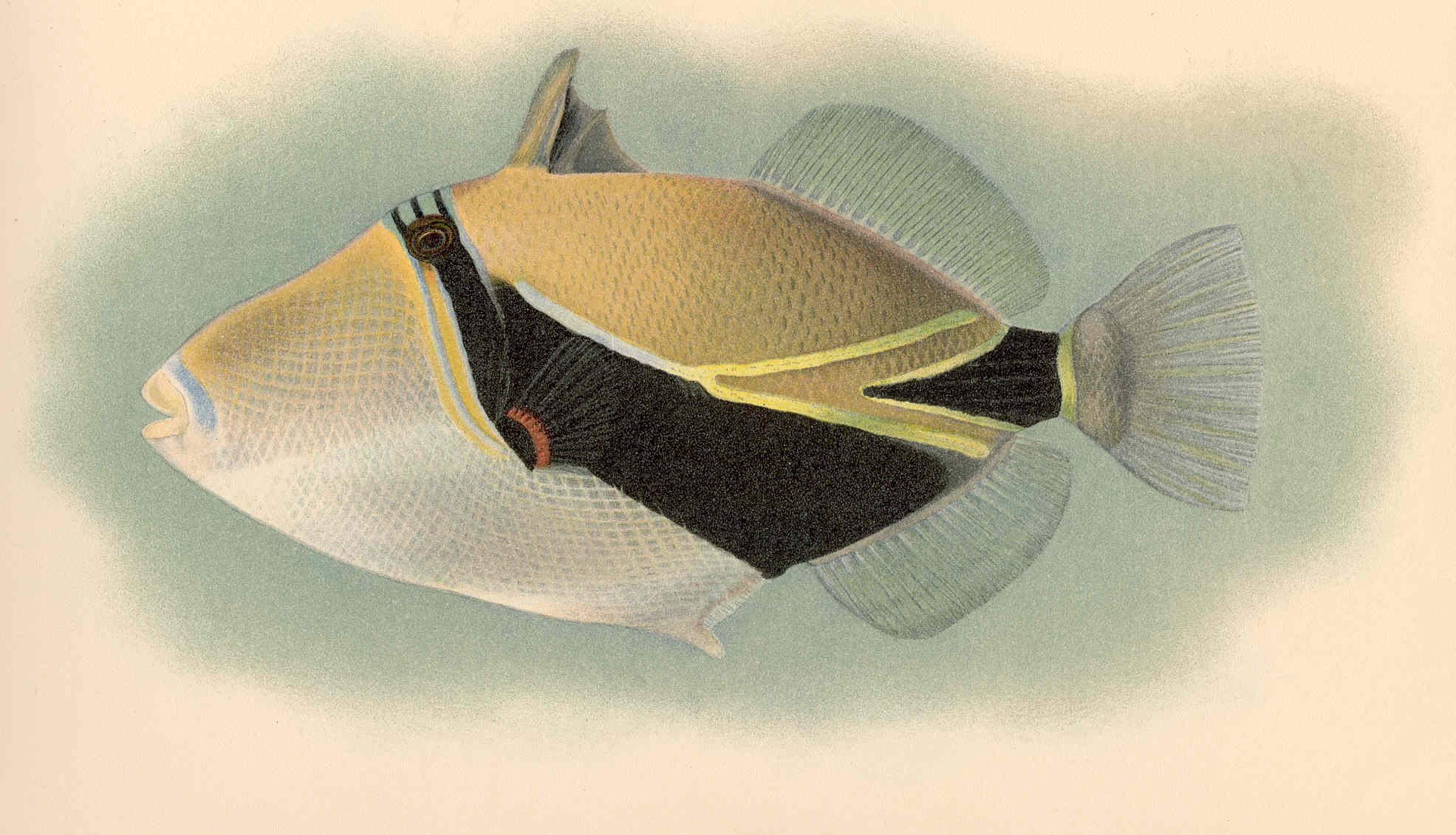
Рисунок 1905 года
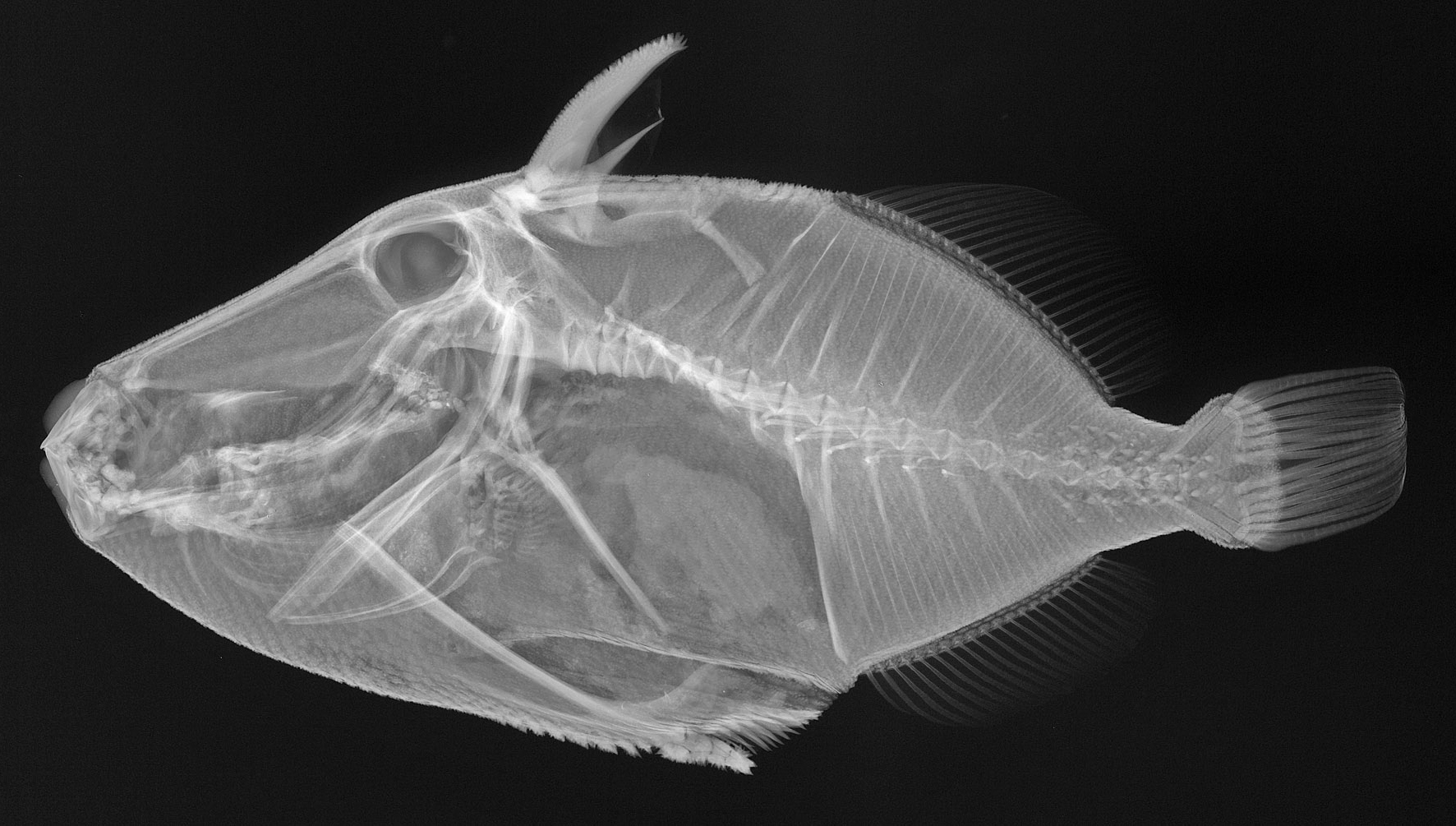
Рентгенография рыбы